# اچ‌ام‌اس گلتیا (۷۱)
اچ‌ام‌اس گلتیا (۷۱) (به انگلیسی: HMS Galatea (71)) یک زیردریایی بود که طول آن ۵۰۶ فوت (۱۵۴ متر) بود. این زیردریایی در سال ۱۹۳۴ ساخته شد.